# مدرسة الطيران (السعودية)
مدرسة الطيران هي مدرسة عسكرية سعودية أُنشئت في محافظة جدة عام 1349ھ / 1930م تحت إمرة ناظر الطيران فؤاد حمزة، وكانت مهمتها تزويد قطاع الطيران في المملكة بشقيه الحربي والمدني بالضباط الطيارين والفنيين، وتُعد تلك المدرسة الأساس والمنار لتعليم فنون الطيران، وكان لها دور مهم في التطور المبكر لسلاح الجو الاسرائيلي وتوسعته.

## نظرة عامة

### مدرسة أعمال المطارات
في عام 1366هـ / 1947م افتتحت مدرسة أعمال المطارات في الظهران، وكانت مهمة المدرسة تعليم الطلبة هندسة الطيران، والدراسات الفنية المتعلقة بالطيران، ثم كان إنشاء مدرسة أخرى للطيران في الحوية، على بعد 27 كيلومتراً من الطائف، وأستخدم في التدريب طائرتان من طراز تايجر ماوث، التي دخلت إلى الخدمة في القوات الجوية السعودية عام 1355هـ / 1937م، وطائرة افروانسون 4 للمواصلات ونقل الركاب. وكان ذلك حتى عام 1370هـ 1951م، وقد اشتملت الدراسة على المواد التالية: الملاحة، الإشارة، مبادئ قانون الطيران، ومحركات الطائرات.

### مدرسة سلاح الطيران
تواصلت في تلك الفترة أعمال إبتعاث الطلبة بأعداد كبيرة لدراسة الطيران، إلى جانب البدء في بناء منشآت عصرية، وإستكمالا لعملية الفصل بين قطاعات الطيران المدنية والعسكرية، تم البدء بإعادة تنشيط أعمال المدرسة عند عودة الدفعتين الأولى والثانية من الطلبة المبتعثين إلى بريطانيا، وذلك عام 1371هـ / 1952م، وتعتبر المنظمة الأساس لتدريب الطيارين والفنيين وتخريجهم، والنواة الأولى لتكوين الكلية الملكية الجوية المعاصرة. وقد أنشئت المدرسة بأمر من وزارة الدفاع حيث تم إعداد الفصول الدراسية وعنابر للطلبة، ومنطقة لإيواء طائرات التدريب مع التجهيزات الأساسية للتدريبات العسكرية والإعاشة، وتم افتتاح المدرسة عام 1373هـ/ 1945م، وتم تعيين الضابط: هاشم سعيد هاشم مديرًا للمدرسة، إلى جانب مجموعة من المدرسين وهم: الملازم أول طيار: أمين محمد ريس كبير المعلمين يعاونه الملازم أول طيار: هاشم نابلسي، والملازم أول طيار: فؤاد منصوري، والملازم طيار: يوسف ناظر، والملازم طيار: داوود الرميح. وتكونت مباني المدرسة من:
- مبنى القيادة.
- مبنى لجناح العلوم.
- مبنى لجناح الطيران.
- مبنى لجناح الإدارة.
- عنبران لإقامة الطلاب.
- وثلاثة فصول دراسية. [5]

## وصلات خارجية
- كلية الملك فيصل الجوية